# Juan Dimas Loris
Juan Dimas Loris (siglo XVI) fue obispo de Urgel y de Barcelona.

## Biografía
Fue obispo de Urgel entre 1572 y 1576, sacerdote de Barcelona, arcipreste de la Basílica de Santa María de Mataró, regente del Consejo de Aragón y Canciller de Cataluña. Durante el periodo de 1576 a 1598 fue obispo de Barcelona. Fue un obispo muy tolerante para la época, llegando a considerar a los vagabundos, pícaros y prostitutas como un “mal menor” para la ciudad.
En Barcelona celebró cinco sínodos a través de los cuales impulsó la reforma eclesiástica. Introdujo el misal tridentino y fue muy caritativo durante la epidemia de peste que asoló Barcelona entre los años 1589-1590.
Intentó hallar los restos de San Paciano, antiguo obispo de Barcelona y uno de los padre de la Iglesia, sin resultados ciertos.
Falleció el 8 de agosto de 1598. Sus restos están enterrados en el suelo de la Capilla de San Paciano y San Francisco Javier de la Catedral de Santa Eulalia de Barcelona.
La Biblioteca de Reserva de la Universidad de Barcelona conserva algunas obras que formaron parte de la biblioteca personal de Lloris, y un ejemplo de las marcas de propiedad que identificaron sus libros a lo largo de su vida.